# Долины Нергала (Марс)
Долины Нергала — одна из самых длинных сетей долин на Марсе. Её протяжённость составляет 610 км.
Название долин взято по имени Нергала — божества аккадской мифологии, бога войны и разрушения.
Долины Нергала свидетельствуют о присутствии в прошлом жидкой воды. Они выглядят идентично эрозионным структурам на Земле, например, на Гавайских островах и в каньонах Эскаланте плато Колорадо.